# Shōnen Hollywood
Shōnen Hollywood (少年ハリウッド, Shōnen Hariuddo) est une franchise médiatique japonaise créée par Ikuyo Hashiguchi. Elle est composée d'un groupe d'idol japonais, un roman écrit par Ikuyo Hashiguchi, ainsi que des adaptations en mangas et séries télévisées d'animation produites par le studio Zexcs. Dans les pays francophones, la série d'animation est diffusée en simulcast par Crunchyroll.

## Synopsis
Un homme de 32 ans ment sur son âge pour suivre son envie de devenir une idole en rejoignant le groupe Shōnen Hollywood.

## Personnages

### Membres de Shōnen Hollywood
Kakeru Kazami (風見颯)
Ikuma Araki (甘木生馬)
Kira Saeki (佐伯希星)
Daiki Tomii (富井大樹)
Shun Maiyama (舞山春)

### Autres personnages
Kyōichi "Tessy" Teshigawa (勅使河原恭一)
President (シャチョウ, Shachō)
Daichi Hirosawa (広澤大地)
Kō Ōsaki (大咲香)
Shima "Seama" Hayamizu (早水海馬)
Minoru Tomii (富井実)
Ryūnosuke "Ryū" Date (伊達竜之介)

## Anime
La production d'une série télévisée d'animation basé sur le groupe d'idol est annoncée en mars 2014 Celle-ci est produite au sein du studio Zexcs avec une réalisation de Toshimasa Kuroyanagi, un scénario d'Ikuyo Hashiguchi et des compositions de Kei Tsuchiya. La première saison, Shōnen Hollywood -Holly Stage for 49-, est diffusée initialement du 5 juillet au 7 septembre 2014 sur AT-X. Après la diffusion du treizième et dernier épisode, une seconde saison est annoncée. Intitulée Shōnen Hollywood -Holly Stage for 50-, elle est diffusée initialement à partir du 10 janvier 2015. Dans les pays francophones, les deux saisons sont diffusées en simulcast par Crunchyroll,.

### Saison 1
| No | Titre de l’épisode en français                 | Titre original de l’épisode    | Date de 1re diffusion |
| -- | ---------------------------------------------- | ------------------------------ | --------------------- |
| 1  | Nos consciences                                | 僕たちの自意識                 | 5 juillet 2014        |
| 2  | Quand les mensonges brillent                   | 嘘が輝く時                     | 12 juillet 2014       |
| 3  | Leur avenir                                    | 彼らの未来                     | 19 juillet 2014       |
| 4  | Les hommes meurent. Ils meurent un jour. Mais… | 人は死ぬ。いつか死ぬ。でも     | 26 juillet 2014       |
| 5  | Air Boys                                       | エアボーイズ                   | 2 août 2014           |
| 6  | Un foyer pour les jours de pluie               | 雨の日の居場所                 | 9 août 2014           |
| 7  | La vie ne se joue pas sur une vie              | 人生に人生はかけられない       | 16 août 2014          |
| 8  | Un feu d’artifice éternel                      | 永遠の花火                     | 23 août 2014          |
| 9  | Un scintillement pitoyable                     | みっともない輝き               | 30 août 2014          |
| 10 | La Music Room de la gloire                     | ときめきミュージックルーム     | 6 septembre 2014      |
| 11 | Nous, les indésirés                            | 望まれない僕たち               | 13 septembre 2014     |
| 12 | Hello le monde                                 | ハロー世界                     | 20 septembre 2014     |
| 13 | Nous pouvons renaître éternellement            | 僕たちは、永遠に生まれなおせる | 27 septembre 2014     |

### Saison 2
| No | Titre de l’épisode en français                               | Titre original de l’épisode             | Date de 1re diffusion |
| -- | ------------------------------------------------------------ | --------------------------------------- | --------------------- |
| 14 | En plein milieu pour l’éternité                              | 永遠のど真ん中                          | 10 janvier 2015       |
| 15 | Le témoignage de l’ange gardien                              | 守り神が見たもの                        | 17 janvier 2015       |
| 16 | Une vraie poignée de main                                    | 本物の握手                              | 24 janvier 2015       |
| 17 | Parce que je suis ta star                                    | 僕は君のアイドルだから                  | 31 janvier 2015       |
| 18 | Un gâteau d’anniversaire qui dépasse l’imagination           | サプライズケーキは想像外                | 7 février 2015        |
| 19 | Le Flic oiseau migrateur : épisode spécial                   | 渡り鳥コップSP 〜水辺の警察学校番外編〜 | 14 février 2015       |
| 20 | Notre survie                                                 | 僕たちの延命                            | 21 février 2015       |
| 21 | Les dieux parlent-ils leur propre langue ?                   | 神は自らの言葉で語るのか                | 28 février 2015       |
| 22 | Le café noir de Fancy Mercy                                  | ファンシーメルシーブラックコーヒー      | 7 mars 2015           |
| 23 | La mince frontière entre justesse et justesse                | 正しさと正しさの狭間で                  | 14 mars 2015          |
| 24 | Dans ce monde qui ne cesse de tourner                        | まわりっぱなしの、この世界で            | 21 mars 2015          |
| 25 | Quand bien même le jour où nous fermerons les yeux viendrait | 瞳を閉じる日が来ても                    | 28 mars 2015          |
| 26 | Holly stage for you                                          | HOLLY STAGE FOR YOU                     | 4 avril 2015          |

## Manga
Le manga Shōnen Hollywood: Holly Trip for You écrit par Ikuyo Hashiguchi et dessiné par Sora Sumeraki est publié depuis le 27 septembre 2014 dans le magazine Aria. L'histoire se déroule à Hawaï.